# Blackwell (Texas)
Blackwell es una ciudad ubicada en los condados de Nolan y Coke, Estados Unidos. Tiene una población estimada, a mediados de 2022, de 256 habitantes.

## Geografía
La localidad está ubicada en las coordenadas 32°5′6″N 100°19′10″O / 32.08500, -100.31944. Según la Oficina del Censo de los Estados Unidos, tiene una superficie de 1.53 km², correspondientes en su totalidad a tierra firme.

## Demografía

### Censo de 2020
Según el censo de 2020, en ese momento la localidad tenía una población de 258 habitantes. La densidad de población era de 168.63 hab./km².
| Raza                   | Núm. | Porc.  |
| ---------------------- | ---- | ------ |
| Blancos                | 227  | 87.98% |
| Amerindios             | 3    | 1.16%  |
| Afroamericanos         | 1    | 0.39%  |
| Isleños del Pacífico   | 1    | 0.39%  |
| De otras razas         | 6    | 2.33%  |
| De una mezcla de razas | 20   | 7.75%  |
| Total                  | 258  | 100%   |

Del total de la población, el 9.30% eran hispanos o latinos de cualquier raza.

### Censo de 2010
Según el censo de 2010, en ese momento había 311 personas residiendo en Blackwell. La densidad de población era de 203.18 hab./km². El 91% de los habitantes eran blancos, el 2.57% eran amerindios, el 3.86% eran de otras razas y el 2.57% eran de una mezcla de razas. Del total de la población, el 11.58% eran hispanos o latinos de cualquier raza.